# La conquista del West (film 1962)
La conquista del West (How the West Was Won) è un film western del 1962 diretto da John Ford, George Marshall e Henry Hathaway.
È stato uno dei soli due lungometraggi live-action girati col sistema Cinerama a tre cinecamere sincronizzate,  destinato originariamente a sale con tre proiettori sincronizzati e schermo curvo di 146°. 
Tratto dai racconti omonimi di Louis L'Amour, pubblicati a puntate da Life Magazine e vincitore di tre Premi Oscar 1964, nel 1997 è stato scelto per la conservazione nel National Film Registry della Biblioteca del Congresso degli Stati Uniti.

## Trama
Il film è diviso in 5 episodi.

### I fiumi (1839[2])
La famiglia Prescott parte per l'Ohio, dove spera di trovare terra migliore di quella sulla quale fino al momento ha vissuto. Si tratta del capofamiglia Zebulon, della moglie Rebecca, delle due belle figlie in età da marito Eve e Lilith (Lily) e del figlioletto dodicenne.
La famiglia s'imbarca su un vapore insieme a un'altra famiglia numerosa; a un certo punto del percorso, i viaggiatori decidono di spostarsi sul fiume con due meno costose zattere di tronchi, costruite da loro stessi. Accampatisi in un boschetto sulla riva del corso d'acqua, fanno la conoscenza con un uomo della montagna (così vengono chiamati i solitari cacciatori di castori che vivono sui monti Allegani, che scendono un paio di volte l'anno in città a vendere le loro pelli, spendendo il ricavato in whisky e donnine allegre per un paio di settimane), un certo Linus Rawlings, giunto su una canoa ricolma di pelli di castoro e diretto alla città.
La giovane Eve se ne innamora subito. Linus, pur apprezzandolo, non gradisce l'aspirazione di Eve a metter su casa e a coltivare terra, per cui saluta e, trascorsa la notte all'accampamento, se ne va con le sue pelli. Giunge a un imbarcadero provvisorio sul fiume, che funge da approdo per la sosta in una taverna-emporio collocata dentro alcune grotte intercomunicanti, alcuni metri sopra la riva del fiume.
Si tratta in realtà di un covo di briganti, che attraggono i viaggiatori del fiume con il pretesto di un falso ristoro, per poi depredarli e ucciderli. La stessa sorte tocca a Linus, che, imbottito di liquore, viene gettato in una specie di pozzo, ma ha la pelle dura e se la cava con un lungo stordimento e qualche escoriazione. 
Il fondo del pozzo comunica con il fiume, poco oltre l'imbarcadero: il malcapitato vi giunge a nuoto, appena in tempo per veder portar via le sue pelli di castoro e sfondare la sua canoa.
Mentre medita la vendetta, ecco arrivare le zatterone dei Prescott e amici, che cascano anche loro nella trappola. Ma, appena i briganti si accingono a spogliarli dei loro denari, Linus sbuca fuori come un forsennato, uccidendo con il coltello un paio di felloni. I futuri coloni ingaggiano una violenta colluttazione e i briganti hanno la peggio. 
Anche questa volta Linus sfugge alla seduzione di Eve. Allontanatosi parecchio dal luogo, apprende però che i Prescott sono nei guai: avendo imboccato il ramo sbagliato del fiume sono finiti sulle rapide e i genitori sono morti. Alla vista di Eve e Lily che, con il fratello minore e con l'altra famiglia, seppelliscono padre e madre, Linus si commuove e decide di stare con Eve.

### Le grandi pianure (1850 circa)
La giovane Lily, amante della vita cittadina, delle feste e dei balli, è diventata ballerina e cantante professionista. Si esibisce con successo in numerose città, finché in una di queste le giunge notizia che una vecchia conoscenza (Lily lo definisce "quel vecchio caprone") le ha lasciato in eredità una ricca miniera in California. Vincendo le resistenze del capo-carovana Roger Morgan, che non gradisce avere donne sole nel convoglio, parte per l'Ovest mettendosi in società con una matura zitella, in perenne ricerca di un marito, che va anche lei da quelle parti con il suo carro telato.
Alla coppia si aggiunge Cleve Van Valen, giocatore d'azzardo di professione, il quale ha due buone ragioni per unirsi alla carovana: corteggiare l'ereditiera e mettere la maggior distanza possibile fra sé e i suoi creditori. Dopo peripezie varie (compreso un assalto indiano), arrivano in California. Qui li attende un'amara sorpresa: la miniera è esaurita e non vale più il becco di un quattrino.
Cleve van Valen se la fila e Lily, respinte per la seconda o terza volta le profferte di matrimonio del capo-carovana Morgan, riprende a fare la cantante-ballerina con il supporto logistico dell'amica zitella. Cantando e recitando qua e là, finisce col dare spettacolo su uno showboat, uno dei grossi battelli a pale rotanti che percorrono anche il fiume Sacramento e sui quali i viaggiatori possono ingannare il tempo perdendo soldi a carte, bevendo e assistendo a spettacoli di varietà. Sulla medesima imbarcazione c'è Van Valen che, udita la voce di Lily, interrompe la sua partita, corre fra le braccia dell'ex-amata, proponendole il matrimonio e una vita da imprenditori a San Francisco, città in forte espansione. Lily ovviamente accetta.

### La guerra civile (1861-1865)

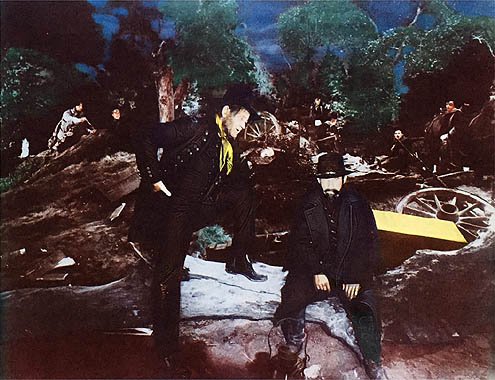
Generali Ulysses S. Grant (Harry Morgan) e William Tecumseh Sherman (John Wayne).

Linus, ormai rassegnato a fare il contadino, e Eve hanno rilevato un podere nell'Ohio, ove vivono da agricoltori e crescono due figli, ormai diventati dei giovanotti. Allo scoppio della guerra civile, Linus si arruola nelle file nordiste, ma è ucciso in battaglia. 
Il primo figlio Zeb Rawlings morde il freno perché vuole arruolarsi; alla fine la madre, con enorme dolore, gli dà il permesso.
Zeb ha la prima esperienza di guerra nella battaglia di Shiloh dove, stordito dall'esplosione del proprio fucile, si sveglia solo a battaglia conclusa, con in mano la canna dell'arma e la baionetta inastata.
Un texano gli propone la diserzione ed egli acconsente ma, mentre i due se la svignano, scorgono poco fuori dell'accampamento i generali Grant e Sherman che discutono appartati: al texano non par vero di fare il colpo grosso, accoppando a rivoltellate i migliori generali nordisti, ma Zeb fa deviare il colpo e infilza il fellone con la baionetta. Il gesto gli frutta i gradi di ufficiale. Tornato a casa, apprende dal fratello che anche la mamma è morta.

### La ferrovia (1866-1869)
Lasciata al fratello anche la sua parte del podere, Zeb riprende la vita militare e si trova a comandare un reparto che fa da scorta al cantiere della ferrovia che procede verso ovest, diretto da un ambizioso e spietato individuo, Mike King. Questi, che pur di abbreviare il percorso e ridurre i tempi di realizzazione della linea farebbe qualunque cosa, decide di “tagliare” attraverso il territorio indiano, in contrasto con gli accordi presi con le tribù pellirosse interessate.
Zeb, con l'aiuto dell'ex uomo della montagna, ex amico e sodale di Linus Rawlings e ora procacciatore di carne di bisonte per gli operai della ferrovia, Jethro Stuart, riesce a ricucire i rapporti e a tranquillizzare gli indiani, ma l'ennesima violazione dei patti da parte di King provoca la reazione di questi ultimi, che dirigono un'intera mandria di bisonti contro il cantiere, semidistruggendolo. Disgustato, Zeb lascia l'esercito e se ne va, per diventare sceriffo in Arizona.

### I fuorilegge (1880 circa)
Molto tempo ora è passato. Cleve Van Valen è morto e la vedova Lily è costretta a vendere all'asta i cimeli di famiglia. Le rimane solo un grosso ranch in Arizona, acquistato dal marito nei tempi in cui erano benestanti e del quale né lei né il marito si erano mai occupati: lo offre quindi al nipote Zeb in cambio di ospitalità per la sopraggiunta vecchiaia.
Zeb, da tempo noto e stimato sceriffo, con la famiglia (la moglie e i tre figli) va a prendere la zia alla stazione ferroviaria più vicina, ma dal treno scende anche il pericoloso bandito, ora fuori di galera, Charlie Gant, atteso da tre brutti ceffi. Gant ha un conto in sospeso con Zeb, che lo spedì in galera dopo averne ucciso in un conflitto a fuoco il fratello. Il bandito minaccia Zeb, la sua famiglia e se ne va. Zeb comprende che il primo scopo di Gant è l'assalto al treno, che qualche giorno dopo trasporterà un grosso carico d'oro.
Convinto Lou Ramsey, il riluttante sceriffo del luogo che non vorrebbe avere grane, a seguirlo sul treno con i suoi aiutanti, sventa il tentativo di Gant, che è ucciso insieme ai suoi complici. Zeb, non più sceriffo, riparte con moglie, figli e zia per andare a condurre il ranch che quest'ultima gli ha cortesemente offerto.

### Epilogo
Il veloce epilogo Los Angeles Moderna (ambientato nel 1962) mostra Los Angeles nei primi anni sessanta del XX secolo, con il famoso scambio quadruplo dell'autostrada, per mostrare la crescita del West in ottant'anni.

## Produzione

### Sceneggiatura
Il film fu tratto dai racconti omonimi di Louis L'Amour, pubblicati a puntate da Life Magazine e adattati per lo schermo da Roy Webb.

### Secondo film in Cinerama

Un'immagine del film proiettato in Cinerama.

Dopo il film documentario Questo è il Cinerama del 1952 e Avventure nella fantasia, uscito qualche mese prima, La conquista del West fu il secondo film live action realizzato con questa tecnica, ma contribuì involontariamente alla progressiva decadenza del Cinerama, a causa dei notevoli costi di produzione e di distribuzione, venuti alla luce proprio con questo film, mentre nei precedenti documentari il maggior costo aveva avuto un minor impatto.
Tutti i negativi in cinerama di Avventure nella fantasia andarono distrutti in un incendio e purtroppo l'unica copia del film si trova su un positivo di lavorazione a 35 mm.

### Incidente di lavorazione
Nell'episodio I fuorilegge, durante una sparatoria sul treno le catene di un carro merci che tenevano una catasta di legname si staccarono prematuramente e lo stuntman Robert Morgan, marito di Yvonne De Carlo, che sostituiva George Peppard, fu gravemente ferito. Occorsero cinque anni di tempo a Morgan per rimettersi dalla menomazione subita.

## Versioni
La versione integrale del film prevede una Overture iniziale a schermo oscurato di 5 minuti e 46", Entr'acte della II parte di 4 minuti e 36" e nel finale le seguenti musiche: Finale, Finale Ultimo ed Exit Music per un totale di 6 minuti e 5". La durata del film integrale è di 164 min.
Nel 2009 è uscito il Blu-ray con doppio disco, con una doppia versione del film, la differenza è nel rapporto di aspetto, una versione normale in "Letterbox" e una versione denominata "Curved Simulation Smile box", che simula l'effetto schermo curvo del Cinerama, il restauro della pellicola si nota soprattutto nei punti di sovrapposizione dei tre proiettori, ridotti ai minimi termini.
In Italia, nei proseguimenti di prima visione, la pellicola fu adattata per un solo proiettore e con lo schermo piatto, perdendo la spettacolarità della versione originale curva a 146°. Nei circuiti televisivi italiani il film è trasmesso in una versione dal rapporto di aspetto non corretto (Originale 2.89:1).

## Riconoscimenti
- 1964 - Premio Oscar
  - Migliore sceneggiatura originale a James R. Webb
  - Miglior montaggio a Harold F. Kress
  - Miglior sonoro a Franklin Milton (MGM SSD)
  - Candidatura Miglior film a Bernard Smith
  - Candidatura Migliore fotografia a William H. Daniels, Milton R. Krasner, Charles Lang e Joseph LaShelle
  - Candidatura Migliore scenografia a George W. Davis, William Ferrari, Addison Hehr, Henry Grace, Don Greenwood Jr. e Jack Mills
  - Candidatura Migliori costumi a Walter Plunkett
  - Candidatura Miglior colonna sonora a Alfred Newman e Ken Darby
- 1963 - National Board of Review Award
  - Migliori dieci film

- 1964 - American Cinema Editors
  - Miglior montaggio a Harold F. Kress
- 1963 - Laurel Award
  - Premio Speciale
- 1964 - Motion Picture Sound Editors
  - Miglior montaggio sonoro
- 1963 - Photoplay Award
  - Medaglia d'Oro
- 1964 - Western Heritage Award
  - Bronze Wrangler a John Ford, Henry Hathaway, George Marshall e James R. Webb